# Горяйновка (Саратовская область)
Горяйновка — село в Духовницком районе Саратовской области, административный центр сельского поселения Горяиновское муниципальное образование.
Население — 393 (2010).

## История
Основано в 1752 году. Название село получило по фамилии основателя действительного статского советника Александра Андреевича Горяйнова, переселившего на дарованные ему императрицей Елизаветой земли своих крепостных крестьян из Ярославля и Тамбовской губернии (по другим данным первые жители прибыли из Ростова Великого и Рязанской губернии). По имени основателя село также было известно как Александровское. В 1824 году в Горяйновке была освящена А. А. Горяйнова православная церковь
В Списке населённых мест Российской империи по сведениям за 1859 год упоминается как владельческое село Горяйновка (оно же Александровское), расположенное при реке Стерихе между Волгским и Хвалынскими трактами на расстоянии 51 версты от уездного города. Село относилось к Николаевскому уезду Самарской губернии. В населённом пункте проживало 227 мужчин и 248 женщин, имелась православная церковь.
После крестьянской реформы Горяйновка стала волостным селом Горяйновской волости. В 1887 году в селе открылась одноклассная церковно-приходская школа для мальчиков. Согласно Списку населённых мест Самарской губернии по сведениям за 1889 год в селе насчитывалось 148 дворов, проживали 988 жителей, русские православного вероисповедания. Земельный надел составлял 1295 десятин удобной и 65 десятин неудобной земли, имелись церковь, церковно-приходская школа, волостное правление, 6 ветряных мельниц. Согласно переписи 1897 года в селе проживали 997 жителей, все православные.
Согласно Списку населённых мест Самарской губернии 1910 года в Горяйновке проживали 810 мужчин и 777 женщин, в селе имелись церковь, церковно-приходская школа, волостное правление, земская станция, квартира урядника, работал фельдшер. В 1913 году открылась земская школа. В 1910-х на средства хозяев к существовавшим в селе двум ветряным мельницам в 1910-х годах были пристроены помещения для нефтяных двигателей.
В начале 1918 года в Горяйновке был создан красногвардейский отряд в 600 штыков. 28 августа того же года в селе произошло сражение красных с белочехами. В 1921 году Горяйновская волость вошла в состав Балаковского уезда. В 1926 году Горяйновка административно относилась к Николевской волости Пугачёвского уезда. В селе на тот момент насчитывалось 212 дворов, проживали 539 мужчин и 622 женщины. В 1929 году в Горяйновке был образован колхоз «Путь к социализму». В 1930 году местная школа стала семилетней. В этот период церковь была закрыта и впоследствии разрушена.
На фронтах Великой Отечественной войны погибли 279 жителей Горяйновки. В 1983 году колхоз «Путь к социализму» был переименован в колхоз «Путь к коммунизму». В 1986 году местная школа, с 1961 года являвшаяся восьмилетней, была реорганизована в среднюю.

## Физико-географическая характеристика
Село находится в Заволжье, при заливе Саратовского водохранилища, образовавшемся в низовьях реки Стерех, на высоте около 35 метров над уровнем моря. Почвы — чернозёмы южные.
Село расположено примерно в 21 км по прямой в южном направлении от районного центра посёлка Духовницкое. По автомобильным дорогам расстояние до районного центра составляет 29 км, до города Балаково — 75 км, до областного центра города Саратов — 230 км, до Самары — 250 км.
Часовой пояс
Горяйновка, как и вся Саратовская область, находится в часовой зоне МСК+1. Смещение применяемого времени относительно UTC составляет +4:00.

## Население
Динамика численности населения по годам:
| Годы      | 1837 | 1859 | 1889 | 1897 | 1910 | 1926 | 2002 |
| --------- | ---- | ---- | ---- | ---- | ---- | ---- | ---- |
| Население | 671  | 575  | 988  | 997  | 1687 | 1151 | 452  |

| 2002 | 2010 |
| ---- | ---- |
| 452  | ↘393 |

Национальный состав
Согласно результатам переписи 2002 года русские составляли 91 % населения села.

### Известные жители
- Клеменц, Дмитрий Александрович (1847—1914) — этнограф, археолог, географ, революционер-народник.